# Burg Falkenstein (Harz)

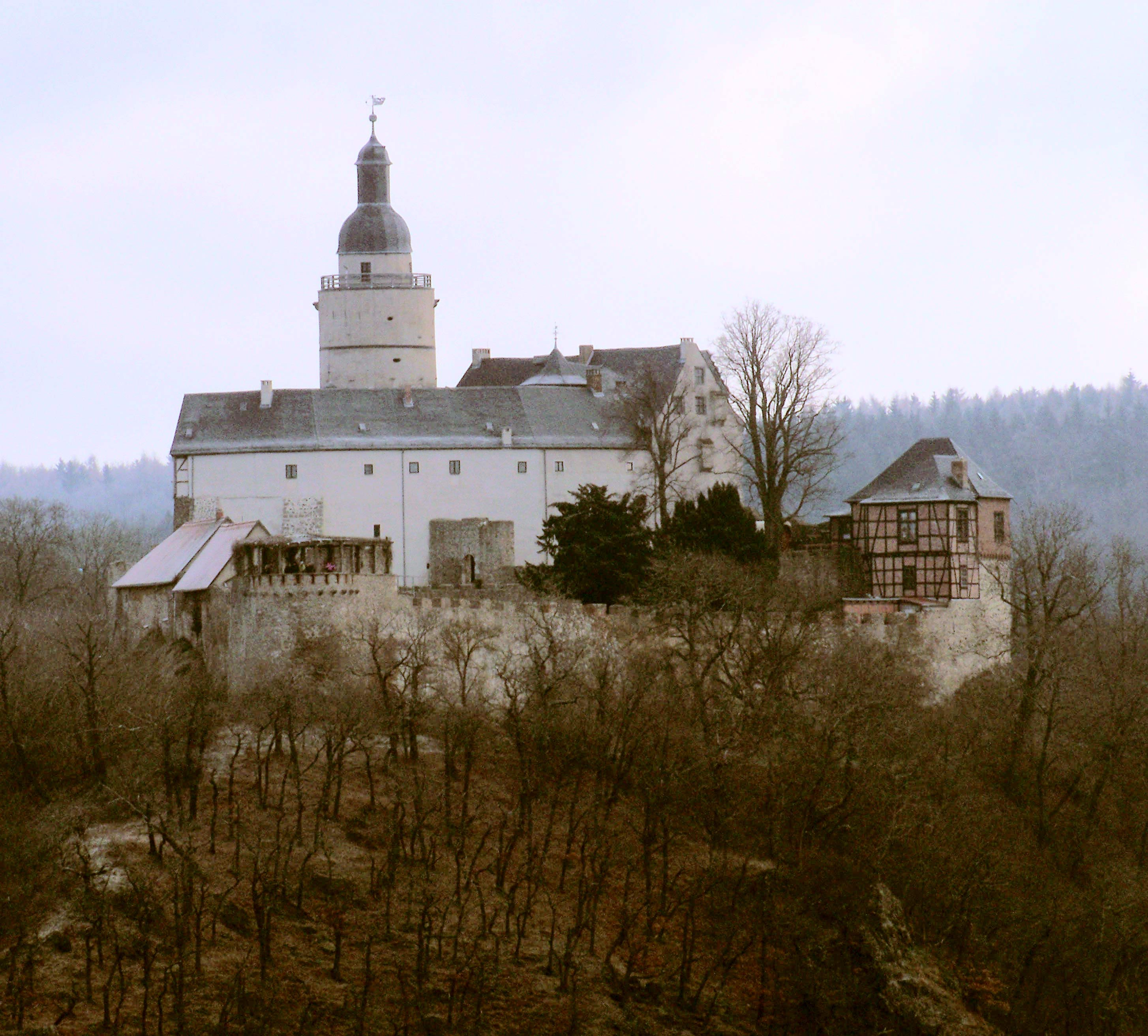
Blick von Nordwesten aus dem Tal der Selke zur Burg Falkenstein

Die Burg Falkenstein ist eine hochmittelalterliche Höhenburg im Harz. Sie gehört zum Ortsteil Pansfelde der Stadt Falkenstein/Harz, Landkreis Harz in Sachsen-Anhalt, Deutschland.
Die Grundanlage wurde um die Mitte des 12. Jahrhunderts errichtet. In den nachfolgenden Jahrhunderten kam es immer wieder zu baulichen Veränderungen. Seit 1946 gibt es das Museum Burg Falkenstein. Mit Errichtung der Stiftung Schlösser, Burgen und Gärten des Landes Sachsen-Anhalt (heute Kulturstiftung Sachsen-Anhalt) im Jahr 1996 ging der Falkenstein in das Vermögen der Stiftung ein. 1998 übernahm die Stiftung den Betrieb des Museums.

## Geographische Lage
Die Burg Falkenstein steht im Unterharz im Naturpark Harz. Sie befindet sich zwischen Mägdesprung (nördlicher Ortsteil von Harzgerode) und Meisdorf (südwestlicher Ortsteil von Falkenstein/Harz) auf einem Felsrücken (ca. 320 m ü. NHN) südlich und oberhalb der im Tal der Selke stehenden Thalmühle. In bewaldeter Landschaft ist sie umgeben vom Naturschutzgebiet Selketal etwa 1,3 km westnordwestlich des zwischen den Ortschaften Meisdorf und Pansfelde an der Landesstraße 230 gelegenen Falkensteiner Weilers Gartenhaus.
Etwa 1,8 km westsüdwestlich befindet sich der Burgstall der Burg Alter Falkenstein.

## Geschichte
Die Anlage wurde zwischen 1120 und 1180 erbaut und seitdem vielfach verändert, hat jedoch den Charakter einer mittelalterlichen Burganlage bewahrt. Aufgrund der günstigen Lage konnte sie niemals erobert werden.
Ihre Entstehung verdankt Burg Falkenstein der Sage nach einem Mordfall: Im Streit hatte Egeno II. von Konradsburg um die Zeit 1080 den Grafen Adalbert II. von Ballenstedt erschlagen, woraufhin der Stammsitz des Mörders in ein Kloster umgewandelt werden sollte. Der Sohn Egenos, Burchard von Konradsburg, ließ daraufhin die neue Burg Falkenstein errichten. Auf der Konradsburg wurde nach 1120 ein Benediktinerkloster gegründet. Die Konradsburger nannten sich nun Grafen von Falkenstein.
Zur Zeit der Regierung von Fürst Heinrich von Anhalt verfasste der anhaltische Ministeriale Eike von Repgow aus Reppichau hier nach 1220 den Sachsenspiegel, das erste deutsche Rechtsbuch. Das Buch ist dem Auftraggeber Hoyer von Falkenstein zugeeignet. 1437 gelangte die Burg als Lehen des Bistums Halberstadt an die Gebrüder Busso und Bernd IV. aus dem Geschlecht der Asseburg, in dessen Besitz die Burg und Schloss Meisdorf bis zur Enteignung nach dem Zweiten Weltkrieg blieb. Bekanntester Vertreter wurde Ludwig Graf von der Asseburg.
Die Herren von der Asseburg entwickelten im 15. und 16. Jahrhundert eine rege Bautätigkeit. Als einer der bedeutendsten Falkensteiner Bauherren gilt Graf Bernd VI. von der Asseburg-Falkenstein (ca. 1451–1518/1524?), der seinerzeit den Südflügel der Burg vollkommen neu errichten ließ. Ein noch heute erhaltener Wappenstein verweist auf ihn: ‚Bernt van der Asseborch 1491‘. Bernd VI. gilt als düstere Persönlichkeit, ihm werden unter anderem Bruch des Landfriedens und Meuchelmord nachgesagt. Mit ihm verknüpft sich die Harzer Sage vom Tidian, in der Bernd aus Goldgier einen armen Schäfer blenden lässt.
Weitere Baumaßnahmen erfolgten unter Augustus von der Asseburg im Jahr 1592, etwa hundert Jahre nach Bernds Zeit. In diesem Jahr wurde im darunter liegenden Selketal befindliche Thalmühle errichtet. Im Dreißigjährigen Krieg lag von Oktober 1642 bis Februar 1643 eine schwedische Besatzung in der Burg.
Indem sie 1943 Teile des Familienschatzes auf der Tormannswiese vergruben und im Frühjahr 1945 in der Spinndiele auf Burg Falkenstein weitere Teile in einer fensterlosen Zwischenetage versteckten, sicherten die beiden Brüder und Grafen Lothar von Asseburg-Falkenstein-Rothkirch (1914–1984) und Karl-Christoph von Rothkirch (1920–2006), Söhne der Oda von der Asseburg und des Leonhard Graf von Rothkirch, Freiherr von Trach (1882–1945), wichtige Bestandteile des Familienschatzes, darunter auch den Asseburger Becher. Der vergrabene Schatz wurde 1990 gefunden und die Zwischenetage 1992 geöffnet. Alleine in dem Versteck auf Burg Falkenstein konnten rund 3000 Stücke gesichert werden. Nach einem langen Rechtsstreit wurde ein Großteil der Stücke der Familie zuerkannt und anschließend veräußert. Ein kleinerer Teil verblieb als Dauerleihgabe auf der Burg.
2017 wurde bei Bauarbeiten ein Hohlraum mit weiteren wertvollen Stücken Meissener Porzellans gefunden. Sie werden als Leihgabe der Besitzer im Burgmuseum gezeigt.
Seit Mitte Januar 2025 ist die Burg für Besucher wegen umfangreicher Sanierungsarbeiten geschlossen. Geplant ist eine denkmalgerechte Modernisierung, die Sicherung der originalen Bausubstanz und eine Weiterentwicklung des Denkmals.
Ein Sonderinvestitionsprogramm vom Bund und Sachsen-Anhalts umfasst insgesamt 200 Millionen Euro. Das Geld soll für die Sanierung von insgesamt elf Standorten und Projekten der Kulturstiftung Sachsen-Anhalt verwendet werden. Die Wiedereröffnung ist für Ende März 2026 geplant.

## Heutige Nutzung
Heute zählt die Burg mit dem Museum zu den beliebtesten Ausflugszielen im Harz. Sie ist Bestandteil der Straße der Romanik. Hier befinden sich unter anderem auch eine Falknerei und eine Gastronomie, die auch traditionelle Ritteressen anbietet. Seit 2006 findet alljährlich auf der Burg im Sommer ein „Minneturnier“ in Tradition eines mittelalterlichen Sängerwettstreits statt, bei dem bekannte Sänger aus Deutschland, Österreich, der Schweiz und Italien zu hören sind. Anfang Oktober findet jährlich das „Burgfest“ statt.
Ein ausgeschilderter Wanderweg, auf dem auch eine Wegebahn verkehrt, führt von einem zwei Kilometer entfernten Parkplatz zur Burg.
Die Burg Falkenstein ist als Nr. 200 in das System der Stempelstellen der Harzer Wandernadel einbezogen.

## Anlage

Innenhof mit Blick zum Bergfried
Innenhof mit Blick zum Westflügel
Panorama von Südosten, rechts die Ostbastion und Tor 1, unterhalb des Bergfriedes Tor 2 und der Südzwinger
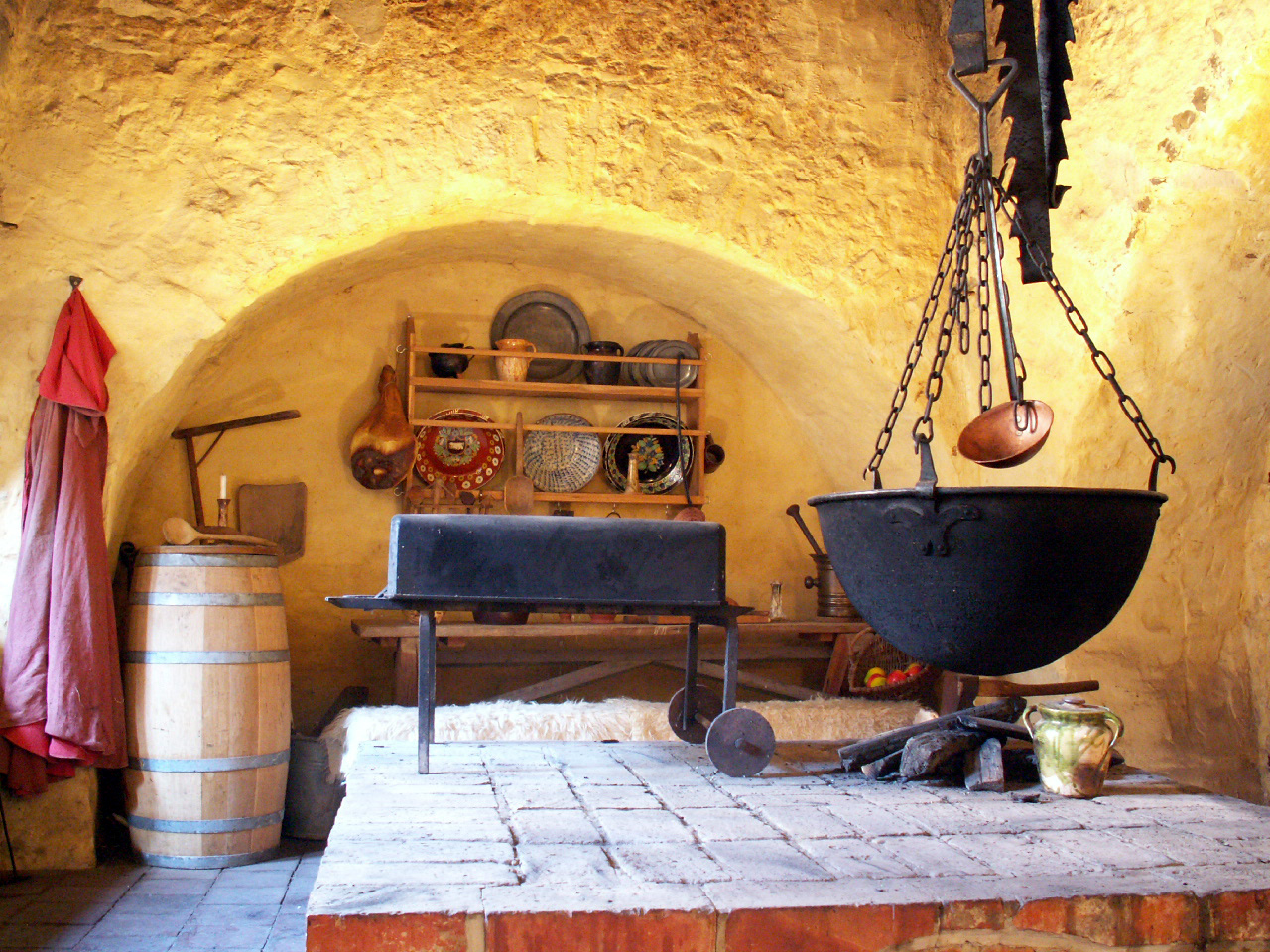
Die alte Küche der Burg Falkenstein
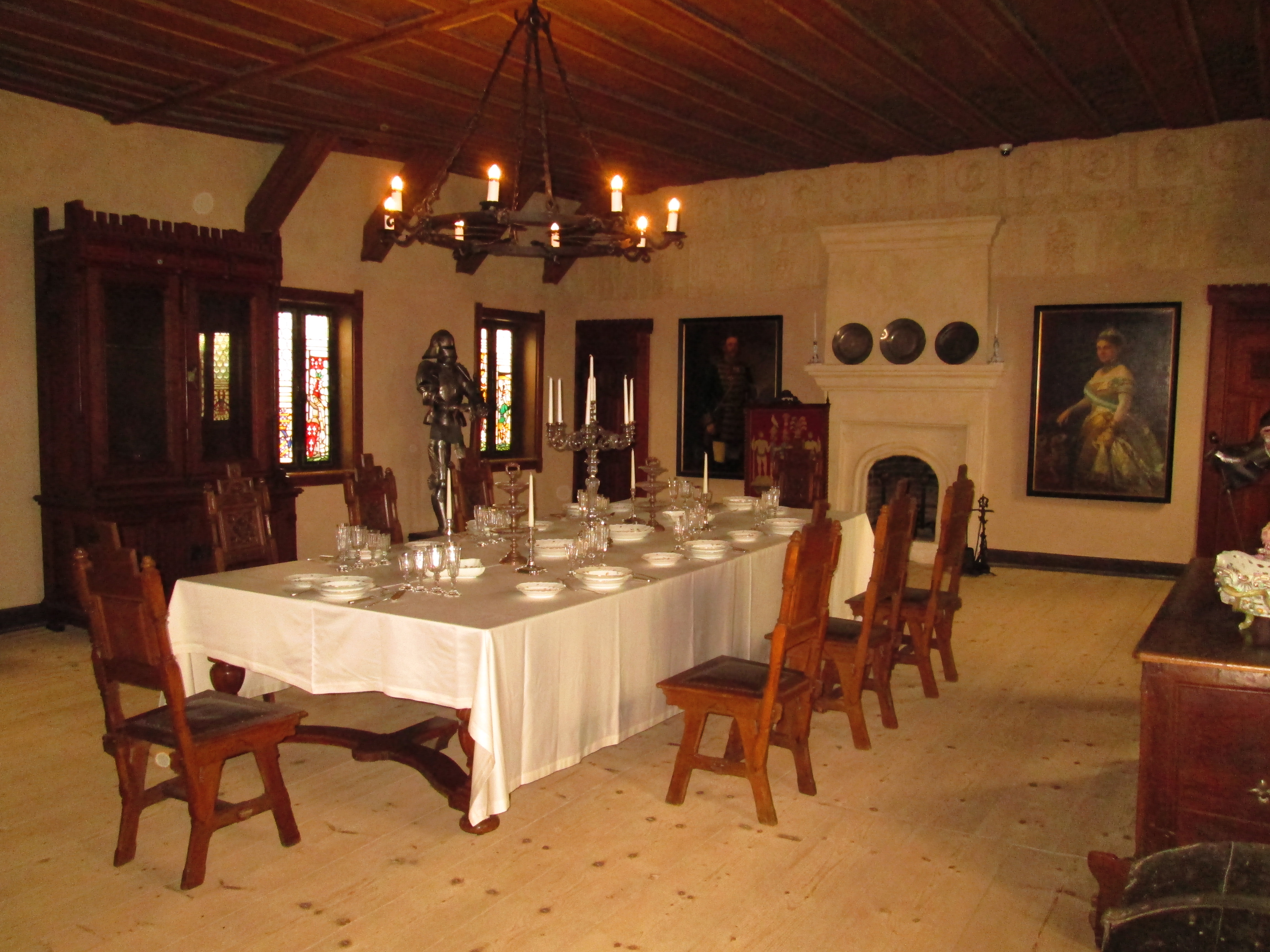
Innenraum (Speisezimmer)

Die Burganlage ist etwa 310 × 90 m groß. Ihre Kernburg, der Tor- und Zwingeranlagen sowie drei Vorburgen vorgelagert sind, ist etwa 40 × 40 m groß. Die Zisterne ist 20 m tief. Im Zentrum der Kernburg steht der 31 m hohe Bergfried, der 8,5 m Durchmesser bei 2 m Mauerstärke hat und als Aussichtsturm mit Rundblick über das Selketal zugänglich ist.
Den Bergfried zeichnet ein tropfenförmiger Grundriss aus. Seine zugespitzte Seite ist ein massiver, keilförmig ausgebildeter Anbau und nach Osten gewandt, der Richtung, aus der feindliche Angriffe zu erwarten waren. Sie sollte Wurfgeschosse ablenken und die Schadenswirkung einschlagender Ladungen mildern.

## Sonstiges
Die Burg war Filmkulisse in ca. 30 Film- und Fernsehproduktionen, unter anderem in der siebenteiligen Kinderserie des DDR-Fernsehens Spuk unterm Riesenrad von 1979, für den DEFA-Märchenfilm Schneeweißchen und Rosenrot von 1979, für den Märchenfilm Die Gänsehirtin am Brunnen von 1979 und den DDR-Fernsehfilm Polizeiruf 110: Die Entdeckung von 1980, der wiederum auf den Sachsenspiegel anspielt.
2011 wurde das Märchen Jorinde und Joringel verfilmt. 2016 diente die Burg erneut als Kulisse für die Dreharbeiten zu der Märchenverfilmung von Prinz Himmelblau und Fee Lupine von Christoph Martin Wieland.
Der Roman des Schriftstellers C. U. Wiesner Lebwohl Rapunzel nutzt für das Kapitel „Wie ich zu meinem Burgentick kam“ die Burg Falkenstein, hier im Pseudonym „Eulenstein“.

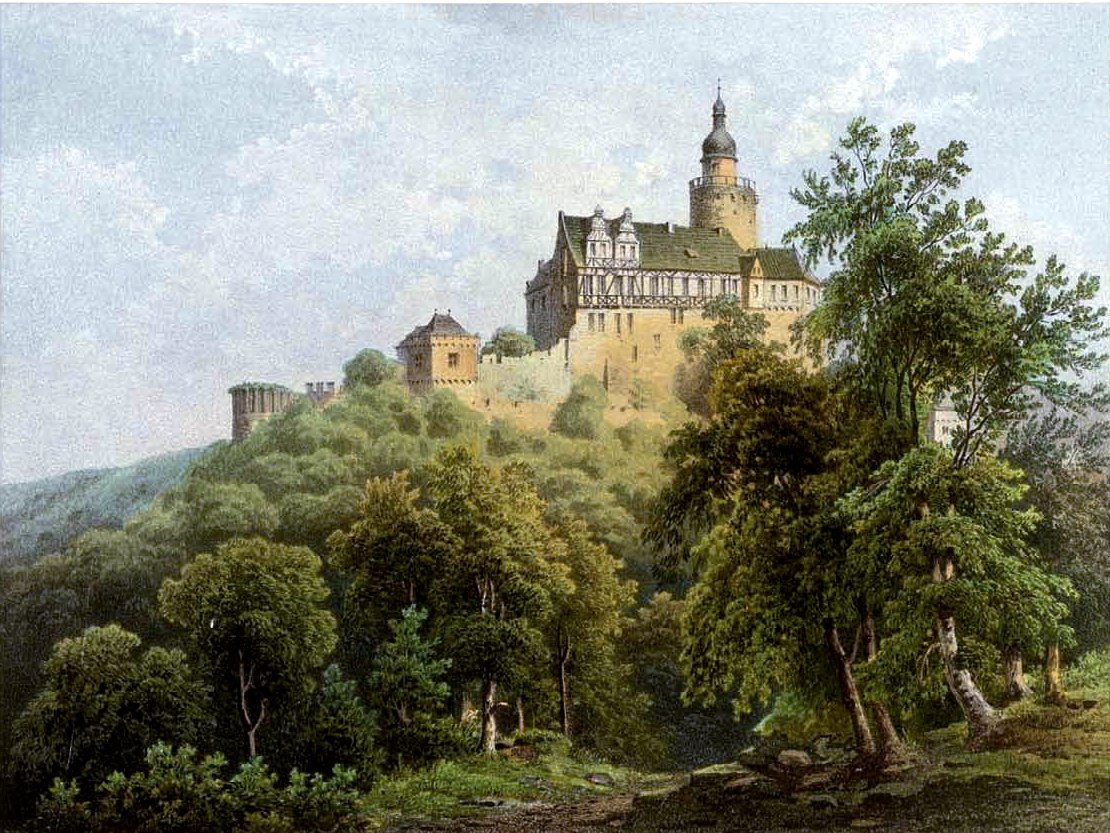
Burg Falkenstein (1857 und 1883), Sammlung Alexander Duncker
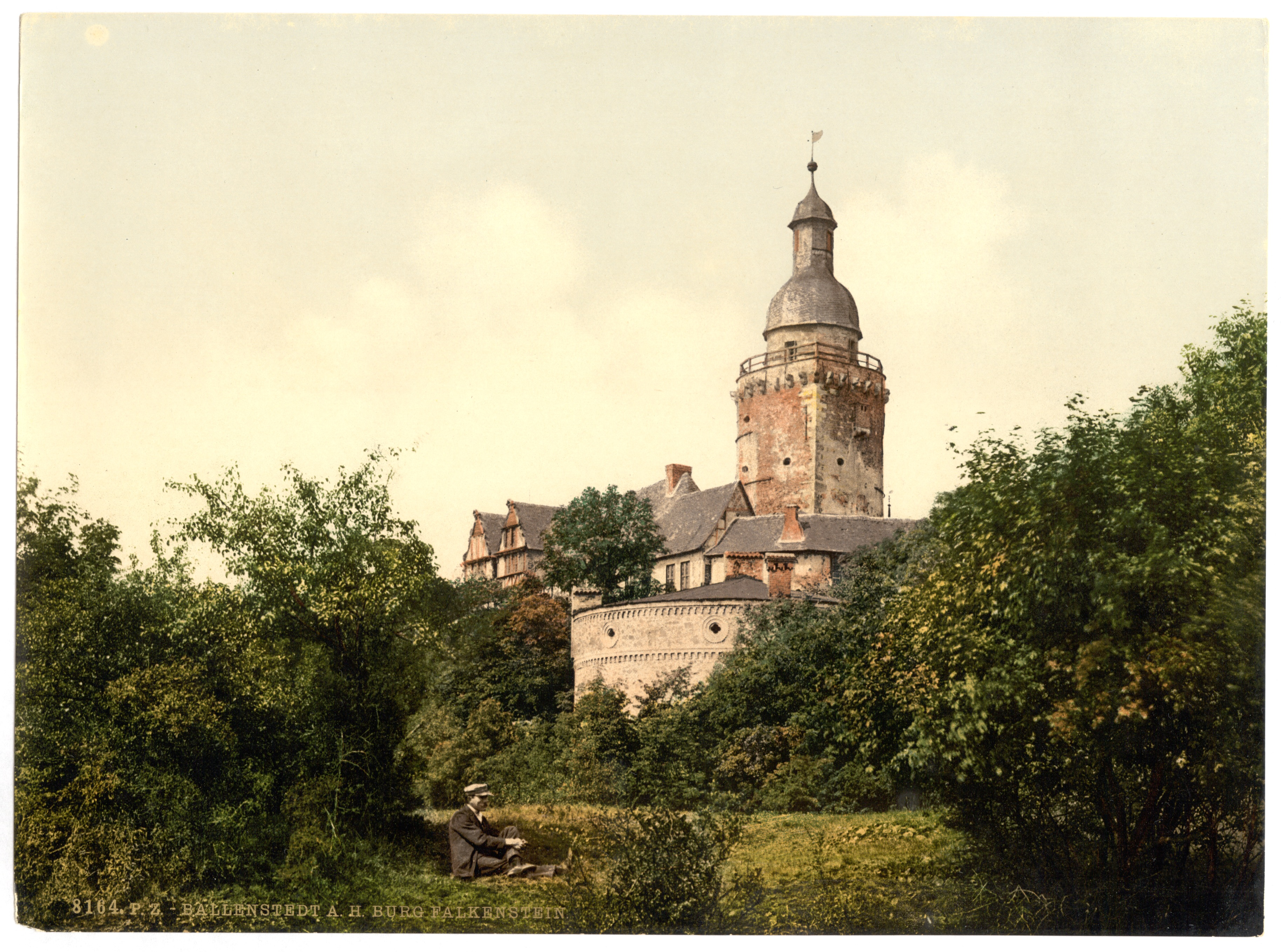
Burg Falkenstein (1890–1900)
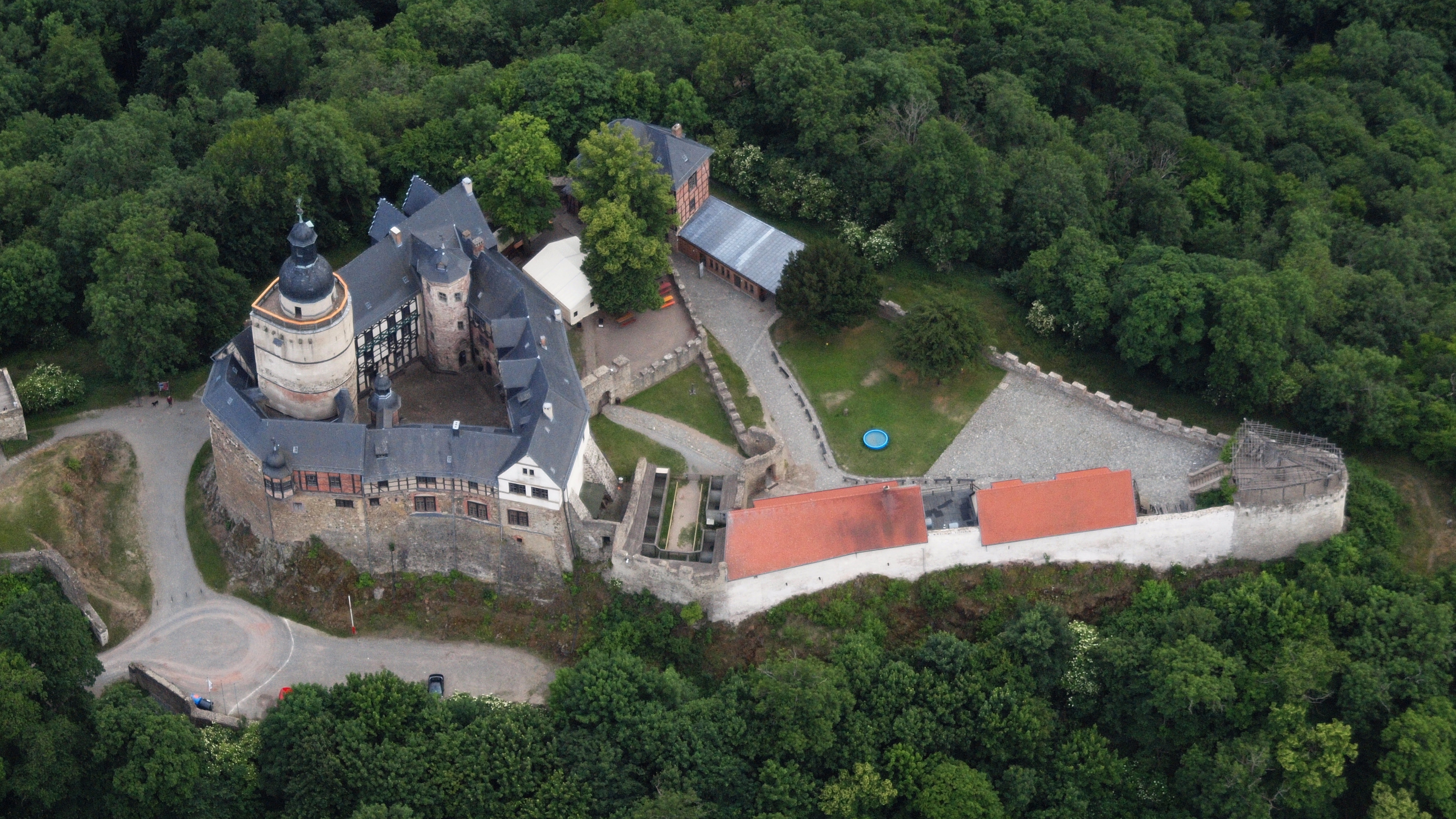
Burg Falkenstein aus nördlicher Richtung, Luftaufnahme (2015)
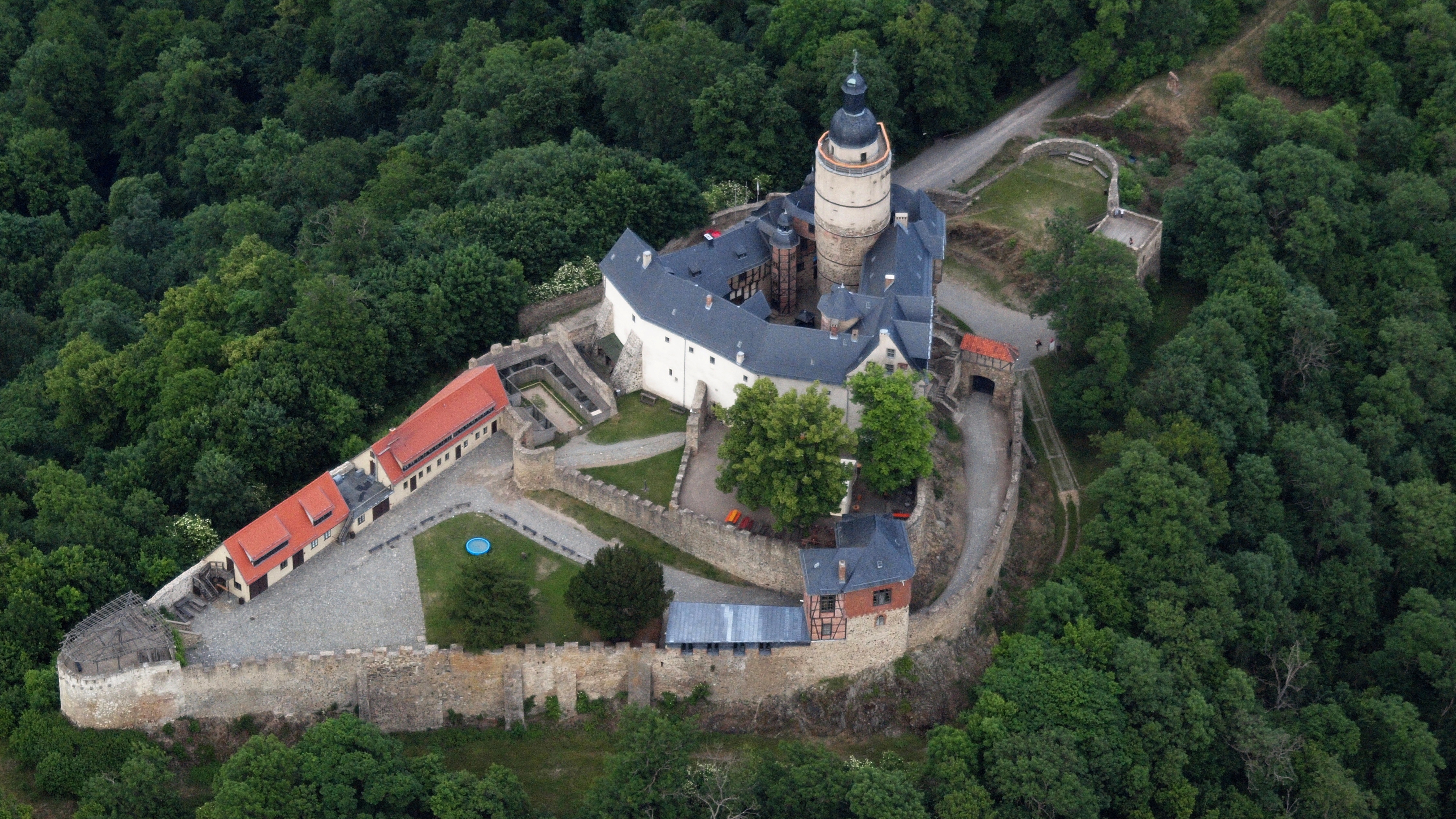
Burg Falkenstein aus südwestlicher Richtung, Luftaufnahme (2015)
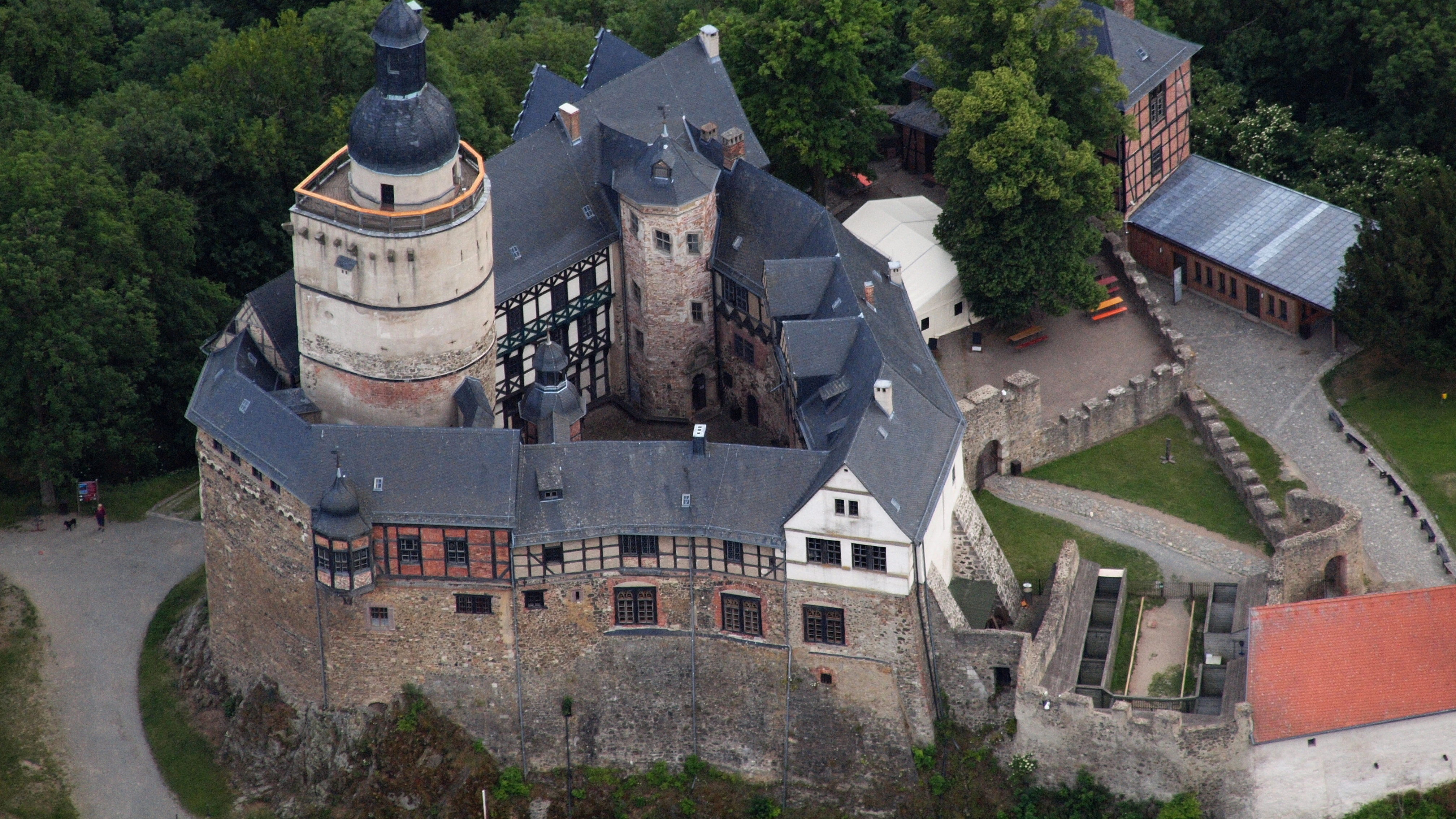
Detailansicht, Luftaufnahme (2015)

## Sagen
- Ludwig Bechstein: Falkenstein und Tidian[15] (Sage zu Burg Falkenstein/Harz, Wald Tidian mit Tidianshöhle.)